# فرانكلين آدامز
فرانكلين آدامز (بالإنجليزية: Franklin P. Adams) (و. 1881 – 1960 م) هو صحفي، ومؤلف، وكاتب أمريكي، ولد في شيكاغو، كان عضوًا في الأكاديمية الأمريكية للفنون والآداب، توفي في نيويورك، عن عمر يناهز 79 عاماً.

## التعليم
تعلم في جامعة ميشيغان.

## روابط خارجية
- فرانكلين آدامز على موقع الموسوعة البريطانية (الإنجليزية)
- فرانكلين آدامز على موقع ميوزك برينز (الإنجليزية)
- فرانكلين آدامز على موقع إن إن دي بي (الإنجليزية)